# Trogoderma variabile
Trogoderma variabile is een keversoort uit de familie spektorren (Dermestidae). De wetenschappelijke naam van de soort werd in 1878 gepubliceerd door Ballion.